# Dmitri Wladislawowitsch Jefremow
Dmitri Wladislawowitsch Jefremow (russisch Дмитрий Владиславович Ефремов; * 1. April 1995 in Uljanowsk) ist ein russischer Fußballspieler.

## Karriere

### Verein
Jefremow begann seine Karriere in der Akademija Konoplew. Im Januar 2012 wechselte er zum Partnerklub, dem Drittligisten Akademija Toljatti. Bis zum Ende der Saison 2011/12 kam er zu sechs Einsätzen in der Perwenstwo PFL. Nach weiteren zehn Drittligaeinsätzen wechselte er im Januar 2013 zum Erstligisten ZSKA Moskau. Sein Debüt in der Premjer-Liga gab er im März 2013 gegen Krylja Sowetow Samara. Bis zum Ende der Spielzeit 2012/13 absolvierte er drei Spiele in der höchsten russischen Spielklasse. In der Saison 2013/14 wurde er siebenmal eingesetzt. In der Saison 2014/15 kam er zu zehn Einsätzen in der Premjer-Liga. Nach einem weiteren Einsatz zu Beginn der Saison 2015/16 wurde Jefremow im August 2015 nach Tschechien an Slovan Liberec verliehen. Während der Leihe kam er zu 16 Einsätzen in der Synot Liga.
Zur Saison 2016/17 wurde er innerhalb der Premjer-Liga an den FK Orenburg verliehen. Für Orenburg kam er in jener Spielzeit zu 20 Einsätzen, mit dem Verein stieg er zu Saisonende allerdings in die Perwenstwo FNL ab. Im Juli 2017 wurde die Leihe um eine Saison verlängert. In der Saison 2017/18 absolvierte der Flügelspieler 29 Partien in der zweiten Liga, mit Orenburg gelang ihm der direkte Wiederaufstieg. Zur Saison 2018/19 kehrte Jefremow wieder nach Moskau zurück. Für ZSKA kam er in der Saison 2018/19 14 Mal zum Einsatz. Nach verletzungsbedingt nur zwei Einsätzen bis zur Winterpause 2019/20 wechselte er im Februar 2020 zum Ligakonkurrenten Ural Jekaterinburg. In Jekaterinburg absolvierte er bis zum Ende der Spielzeit acht Partien in der Premjer-Liga.
In der Saison 2020/21 kam er bis zur Winterpause zu zehn Einsätzen, ehe er schließlich im Februar 2021 zum Zweitligisten Krylja Sowetow Samara wechselte.

### Nationalmannschaft
Jefremow spielte ab der U-16 für russische Jugendnationalauswahlen. Für die U-17-Auswahl absolvierte er zwischen August 2011 und März 2012 zehn Partien. Im Oktober 2012 spielte der damals erst 17-Jährige erstmals im U-19-Team, für das er bis Juni 2014 elfmal zum Einsatz kam. Zwischen November 2013 und Oktober 2016 kam Jefremow auch zu 16 Einsätzen für die U-21-Auswahl. Im März 2015 debütierte er für die A-Nationalmannschaft, als er in einem Testspiel gegen Kasachstan in der 80. Minute für Maxim Kanunnikow eingewechselt wurde.